# Nadine Krause
Nadine Krause (Waiblingen, 25 de marzo de 1982) es una ex jugadora de balonmano alemana que jugó como lateral izquierdo. Debutó en el equipo absoluto alemán en 1999, con 17 años. 
Fue elegida Jugadora Mundial del Año 2006 por la IHF.

## Trayectoria
Krause empezó a jugar al balonmano en su ciudad natal, Waiblingen y siguió en el club absoluto, el VfL Waiblingen, donde su padre, Jürgen Krause, era entrenador. Zurda de nacimiento, es conocida por ser ambidiestra. 
Posteriormente se incorporó al HSG Blomberg-Lippe y, de 2001 a 2007, jugó con el TSV Bayer Leverkusen, con el que ganó la DHB-Pokal de 2002 y la EHF European Cup de 2005. Fue la máxima goleadora de la Bundesliga en las temporadas 2004/05 y la 2005/06.
En 2007 se unió al equipo danés del F.C. Copenhagen Handball (actualmente y tras la refundación, FCK Håndbold), donde jugó durante tres años para, posteriormente, regresar al HSG Blomberg-Lippe. Con el conjunto danés ganó la Copa de Dinamarca en 2009 y fue la máxima goleadora de la liga danesa en la temporada 2007/2008.
Antes de su retirada volvió al Bayer Leverkusen, en el que estuvo una temporada más y terminó su carrera en la 2012/13.

### Clubes
- - 1999:  VfL Waiblingen
- 1999–2001: HSG Blomberg-Lippe
- 2001–2007:  Bayer 04 Leverkusen
- 2007–2010:  Kopenhagen
- 2010–2011:  HSG Blomberg-Lippe
- 2011–2012:  Bayer Leverkusen

### Selección nacional
Nadine Krause debutó con la selección nacional absoluta el 23 de noviembre de 1999, con 17 años, en un partido contra Rumania.
Máxima goleadora en el Campeonato Mundial de 2005, acabó en aquel campeonato en sexta posición. En la Eurocopa de 2006 volvió a ser máxima goleadora con 58 goles y fue miembro de la selección alemana que consiguió la medalla de bronce en el Campeonato del Mundo de 2007.
También representó a Alemania en los Juegos Olímpicos de 2008 y, aunque debido a una importuna lesión, se perdió el Campeonato Mundial de 2009 en China, sí pudo jugar el Campeonato Mundial de Balonmano Femenino de 2011.

## Logros

### Con la selección
- 1 x Medalla de bronce en el Campeonato Mundial (2007)

### De clubes
- 1 x Copa de Alemania (2002)
- 1 x Copa de Dinamarca (2009)
- 1 x EHF European Cup (2005)
- 1 x Recopa de Europa (2009)

### Premios y reconocimientos individuales
- Jugador Mundial del Año de la IHF : 2006
- Balonmanista alemán del año: 2005, 2006
- Lateral izquierdo All-Star de la Eurocopa: 2004
- Jugador de la temporada de la Bundesliga: 2004-05, 2005-06, 2006-07 [10]
- Máximo goleador del Campeonato Mundial: 2005
- Máximo goleador de la Eurocopa: 2006[7]
- Máximo goleador de la Bundesliga: 2005, 2006
- Máximo goleador de la Damehåndboldligaen: 2008